# Selmes
Selmes es una freguesia portuguesa del concelho de Vidigueira, con 136,98 km² de superficie y 1.009 habitantes (2001). Su densidad de población es de 7,4 hab/km².